# صادق سنجرانی
صادق سنجرانی (اردو: صادق سنجرانی؛ زادهٔ ۱۴ آوریل ۱۹۷۸) سیاست‌مدار اهل پاکستان است. وی در مارس ۲۰۱۸ به‌عنوان رئیس سنای پاکستان انتخاب شده‌است.